# Улица Екимова (Новокузнецк)
Улица Екимова — улица в Кузнецком районе Новокузнецка.

## История
Прежнее название улицы — Дорожная. Переименована в 1995 г. в память о Заслуженном металлурге СССР, директоре Новокузнецкого алюминиевого завода: Владимире Никоновиче Екимове (1921—1985)

## Описание
Улица Екимова находится на склоне Кузнецкой горы. Длина улицы около 570 метров.
На улице есть крутой уклон, спуск к улице Петракова.

## Транспорт
Маршруты общественного транспорта по улице Екимова не проходят.
Самые ближайшие остановки: ДК "Алюминщик" и ул. Метёлкина (трамваи № 2, 6, 8, 9; автобусы 8, 23, 88, 345 ; )

## Интересные факты
- Улица Екимова находится на склоне Кузнецкой горы, являясь самой последней в районе. Наибольшая высота 280 м.
- Улица идёт полосами, каждая полоса состоит из одного ряда домов на одной высоте. В народе полосы называют «линии». Так, существует пять линий, пятая — самая высокая. Она имеет высоту 280 м, что на 40 метров выше ул. Петракова
- Дома застраивались разными застройщиками без общей системы, все коммуникации проложены по временной схеме. Поэтому невозможно строительство соединительных асфальтированных дорог между линиями, хотя на линиях асфальт есть.